# Hadena repanda
Hadena repanda là một loài bướm đêm trong họ Noctuidae.